# Gunnar Nordahl
Gunnar Nordahl (19/10/1921-15/9/1995) là một tiền đạo người Thụy Điển. Ông được biết đến nhiều nhất khi chơi cho AC Milan trong thời kỳ 1949-1956.

## Câu lạc bộ
Nordahl bắt đầu chơi bóng tại Degerfors ở Thụy Điển trước khi ông chuyển đến IFK Norrköping.Ông giành 4 chức vô địch Thụy Điển và là người đã từng ghi 7 bàn thắng trong 1 trận đấu. Trong suốt thời gian thi đấu ở các câu lạc bô trong nước ông đã ghi 149 bàn thắng trong 172 trận. Quả là một hiệu suất ghi bàn kinh khủng. Nordahl chuyển tới AC Milan ngày 22/1/1949. Sau đó ông cùng 2 người đồng đội ở đội tuyển quốc gia Thụy Điển là Gunnar Gren và Nils Liedholm tạo thành bộ 3 Gre-No-Li huyền thoại ở Milan. Trong 8 mùa giải chơi cho Milan ông 5 lần giành chức Vua Phá Lưới ở Seri A. Ông hiện là người ghi nhiều bàn nhất cho Milan mọi thời đại với 225 bàn trong 291 trận. Sau khi rời Milan ông sang chơi cho Roma 2 mùa giải. Ông đã từng nắm kỉ lục ghi nhiều bàn nhất trong 1 mùa bóng khi ghi 35 bàn ở mùa giải 49/50 nhưng đã bị Gonzalo Higuaín của Napoli phá kỉ lục với 36 bàn vào mùa giải Serie A 2015/16.

## Quốc gia
Ông được gọi vào đội tuyển lần đầu năm 1945. Năm 1948 ông giúp Thụy Điển giành huy chương vàng Olympic. Ông chơi cho đội tuyển quốc gia 30 trận và ghi được 44 bàn, như vậy là hiệu suất gần 1.5 bàn/trận, một hiệu suất đáng nể.

## Danh hiệu
- 2 cúp vô địch Thụy Điển
- 2 x Coppa Latina
- 1 HCV Olympic 1948
- 1 lần Vua phá lưới Olympic 1948
- 4 Cúp vô địch Seri A
- 5 Lần vua phá lưới Seri A
- 4 lần vua phá lưới Thụy Điển

## Thống kê
| Thành tích cấp CLB  | Thành tích cấp CLB  | Thành tích cấp CLB  | Giải vô địch | Giải vô địch        | Cúp quốc gia  | Cúp quốc gia  | Tổng cộng | Tổng cộng |
| Mùa giải            | CLB                 | Giải vô địch        | Trận         | Bàn                 | Trận          | Bàn           | Trận      | Bàn       |
| Thụy Điển           | Thụy Điển           | Thụy Điển           | Giải vô địch | Giải vô địch        | Svenska Cupen | Svenska Cupen | Tổng cộng | Tổng cộng |
| ------------------- | ------------------- | ------------------- | ------------ | ------------------- | ------------- | ------------- | --------- | --------- |
| 1937-38             | Hörnefors           |                     | 14           | 20                  |               |               |           |           |
| 1938-39             | Hörnefors           |                     | 14           | 25                  |               |               |           |           |
| 1939-40             | Hörnefors           |                     | 13           | 23                  |               |               |           |           |
| 1940-41             | Degerfors           | Allsvenskan         | 17           | 15                  |               |               |           |           |
| 1941-42             | Degerfors           | Allsvenskan         | 21           | 13                  |               |               |           |           |
| 1942-43             | Degerfors           | Allsvenskan         | 20           | 14                  |               |               |           |           |
| 1943-44             | Degerfors           | Allsvenskan         | 19           | 14                  |               |               |           |           |
| 1944-45             | Norrköping          | Allsvenskan         | 22           | 27                  |               |               |           |           |
| 1945-46             | Norrköping          | Allsvenskan         | 21           | 25                  |               |               |           |           |
| 1946-47             | Norrköping          | Allsvenskan         | 20           | 17                  |               |               |           |           |
| 1947-48             | Norrköping          | Allsvenskan         | 22           | 18                  |               |               |           |           |
| 1948-49             | Norrköping          | Allsvenskan         | 10           | 6                   |               |               |           |           |
| Ý                   | Ý                   | Ý                   | Giải vô địch | Giải vô địch        | Coppa Italia  | Coppa Italia  | Tổng cộng | Tổng cộng |
| 1948-49             | Milan               | Serie A             | 15           | 16                  |               |               |           |           |
| 1949-50             | Milan               | Serie A             | 37           | 35                  |               |               |           |           |
| 1950-51             | Milan               | Serie A             | 37           | 34                  |               |               |           |           |
| 1951-52             | Milan               | Serie A             | 38           | 26                  |               |               |           |           |
| 1952-53             | Milan               | Serie A             | 32           | 26                  |               |               |           |           |
| 1953-54             | Milan               | Serie A             | 33           | 23                  |               |               |           |           |
| 1954-55             | Milan               | Serie A             | 33           | 27                  |               |               |           |           |
| 1955-56             | Milan               | Serie A             | 32           | 23                  |               |               |           |           |
| 1956-57             | Roma                | Serie A             | 30           | 13                  |               |               |           |           |
| 1957-58             | Roma                | Serie A             | 4            | 2                   |               |               |           |           |
| Tổng cộng           | Thụy Điển           | Thụy Điển           | 213          | 217\|\|\|\|\|\|\|\| |               |               |           |           |
| Tổng cộng           | Ý                   | Ý                   | 291          | 225\|\|\|\|\|\|\|\| |               |               |           |           |
| Tổng cộng sự nghiệp | Tổng cộng sự nghiệp | Tổng cộng sự nghiệp | 504          | 442\|\|\|\|\|\|\|\| |               |               |           |           |